# NHK金泽放送局
NHK金泽放送局（日语：NHK金沢放送局），又译NHK金泽广播电视台，是日本放送協會位於石川縣金泽市、負責主管石川縣當地事務的地方广播电视台（放送局）。

## 频道频率一览

### 电视频道
- NHK综合频道（呼号JOJK-DTV）：
- NHK教育频道（呼号JOJB-DTV）：

### 广播频率
- NHK第一套广播（呼号JOJK）：
- NHK第二套广播（呼号JOJB）：
- NHK调频广播（呼号JOJK-FM）：